# 沖縄県道200号川満山中線
沖縄県道200号川満山中線（おきなわけんどう200ごう かわみつやまなかせん）は、かつて沖縄県宮古島市下地川満と平良下里山中とを結んでいた一般県道。2017年（平成29年）3月31日に宮古島市に移管されて宮古島市道となり、沖縄県道の路線としては廃止された。

## 概要

### 区間
- 起点：宮古島市下地字川満（国道390号）
- 終点：宮古島市平良字下里山中（沖縄県道195号野原越七原線）
- 総延長：3.27km
- 実延長：3.25km

### 通過自治体
- 宮古島市（宮古島）

### 交差する道路
- 国道390号（起点）
- 沖縄県道190号平良新里線（宮古島市平良下里）
- 沖縄県道195号野原越七原線（終点）

## 歴史
- 1962年（昭和37年）に琉球政府道として指定。1972年（昭和47年）の本土復帰で県道となった。
- 2017年（平成29年）3月31日に宮古島市に移管されて宮古島市道となり、沖縄県道の路線としては廃止された。